# Yūji Nakazawa
Yūji Nakazawa (中澤 佑二?, Nakazawa Yūji; Yoshikawa, 25 febbraio 1978) è un ex calciatore giapponese, di ruolo difensore.
Ha vinto la Coppa d'Asia nel 2000 e nel 2004 con il Giappone.

## Biografia
Ha due figlie di nome Kokoro (2001) e Negai (2003). Entrambe praticano lacrosse a livello professionistico, giocando nella stessa squadra: il Louisville Cardinals.

## Caratteristiche tecniche
Fisicamente potente, era un difensore forte, dotato di un buon colpo di testa e anche un buon fiuto per i goal.

## Carriera

### Club
Nakazawa è stato educato alla Yoshikawa Higashi Junior High School e alla Sango Technology High School. Determinato a diventare un professionista, decide di spostarsi in Brasile per migliorare e si allena con l'América Mineiro.
Dopo un anno ritorna in Giappone e si unisce al Tokyo Verdy 1969 nel 1998 senza però stipendio. Impressiona così il club, che gli offre un contratto professionale di un anno.
La sua prima apparizione in J. League risale al 13 marzo 1999, in una partita contro il Cerezo Osaka al Todoroki Athletics Stadium. Segna il suo primo gol il 10 aprile contro il Nagoya Grampus Eight sempre al Todoroki. Quell'anno riceve il premio come miglior giovane della J-League.
Nel 2002 si trasferisce al Yokohama F. Marinos, contribuendo alle due vittorie consecutive del campionato giapponese nel 2003 e nel 2004. Nel 2004 viene nominato MVP della J-League.

### Nazionale
Nakazawa debutta in Nazionale l'8 settembre 1999 in un'amichevole contro l'Iran nell'International Stadium di Yokohama. Segna il suo primo goal il 13 febbraio 2000 in un match per la qualificazione in Coppa d'Asia contro il Singapore a Macao.
Vince la coppa d'Asia nel 2000 nel Libano giocando 3 partite. Tuttavia, non viene convocato per i mondiali di Corea-Giappone.
Sotto la guida del nuovo commissario tecnico Zico, ha fatto coppia in difesa con Tsuneyasu Miyamoto. Ha anche partecipato alla Coppa d'Asia nel 2004. 
Ha partecipato ai Mondiali di Germania senza però riuscire a trascinare la sua squadra. 
Dopo la competizione ha annunciato il ritiro dalla Nazionale a soli 28 anni. Tuttavia, sei mesi dopo, è tornato a giocare in un match contro il Perù.
Ha partecipato alla Coppa d'Asia nel 2007 ma alla fine la sua squadra è arrivata solo in quarta posizione. 
In Nazionale ha totalizzato 112 presenze e segnato 17 gol, confermandosi come uno dei pilastri della selezione nipponica.
Si è ritirato ufficialmente dalla Nazionale giapponese dopo il mondiale in Sudafrica del 2010 dove il Giappone viene sconfitto agli ottavi di finale contro il Paraguay.

## Statistiche

### Cronologia presenze e reti in nazionale
| Cronologia completa delle presenze e delle reti in nazionale ― Giappone | Cronologia completa delle presenze e delle reti in nazionale ― Giappone | Cronologia completa delle presenze e delle reti in nazionale ― Giappone | Cronologia completa delle presenze e delle reti in nazionale ― Giappone | Cronologia completa delle presenze e delle reti in nazionale ― Giappone | Cronologia completa delle presenze e delle reti in nazionale ― Giappone | Cronologia completa delle presenze e delle reti in nazionale ― Giappone | Cronologia completa delle presenze e delle reti in nazionale ― Giappone |
| Data                                                                    | Città                                                                   | In casa                                                                 | Risultato                                                               | Ospiti                                                                  | Competizione                                                            | Reti                                                                    | Note                                                                    |
| ----------------------------------------------------------------------- | ----------------------------------------------------------------------- | ----------------------------------------------------------------------- | ----------------------------------------------------------------------- | ----------------------------------------------------------------------- | ----------------------------------------------------------------------- | ----------------------------------------------------------------------- | ----------------------------------------------------------------------- |
| 8-9-1999                                                                | Yokohama                                                                | Giappone                                                                | 1 – 1                                                                   | Iran                                                                    | Amichevole                                                              | -                                                                       |                                                                         |
| 13-2-2000                                                               | Macao                                                                   | Singapore                                                               | 0 – 3                                                                   | Giappone                                                                | Qual. Coppa d'Asia 2000                                                 | 2                                                                       |                                                                         |
| 16-2-2000                                                               | Macao                                                                   | Brunei                                                                  | 0 – 9                                                                   | Giappone                                                                | Qual. Coppa d'Asia 2000                                                 | -                                                                       |                                                                         |
| 20-2-2000                                                               | Macao                                                                   | Macao                                                                   | 0 – 3                                                                   | Giappone                                                                | Qual. Coppa d'Asia 2000                                                 | -                                                                       |                                                                         |
| 17-10-2000                                                              | Sidone                                                                  | Uzbekistan                                                              | 1 – 8                                                                   | Giappone                                                                | Coppa d'Asia 2000 - 1º turno                                            | -                                                                       |                                                                         |
| 20-10-2000                                                              | Beirut                                                                  | Qatar                                                                   | 1 – 1                                                                   | Giappone                                                                | Coppa d'Asia 2000 - 1º turno                                            | -                                                                       |                                                                         |
| 24-10-2000                                                              | Beirut                                                                  | Iraq                                                                    | 1 – 4                                                                   | Giappone                                                                | Coppa d'Asia 2000 - Quarti di finale                                    | -                                                                       |                                                                         |
| 24-3-2001                                                               | Saint-Denis                                                             | Francia                                                                 | 5 – 0                                                                   | Giappone                                                                | Amichevole                                                              | -                                                                       | 74’                                                                     |
| 25-4-2001                                                               | Cordova                                                                 | Spagna                                                                  | 1 – 0                                                                   | Giappone                                                                | Amichevole                                                              | -                                                                       | 89’                                                                     |
| 14-5-2002                                                               | Oslo                                                                    | Norvegia                                                                | 3 – 0                                                                   | Giappone                                                                | Amichevole                                                              | -                                                                       |                                                                         |
| 8-10-2003                                                               | Tunisi                                                                  | Tunisia                                                                 | 0 – 1                                                                   | Giappone                                                                | Amichevole                                                              | -                                                                       |                                                                         |
| 11-10-2003                                                              | Bucarest                                                                | Romania                                                                 | 1 – 1                                                                   | Giappone                                                                | Amichevole                                                              | -                                                                       |                                                                         |
| 4-12-2003                                                               | Tokyo                                                                   | Giappone                                                                | 2 – 0                                                                   | Cina                                                                    | Coppa dell'Asia orientale 2003                                          | -                                                                       | 10’                                                                     |
| 10-12-2003                                                              | Yokohama                                                                | Giappone                                                                | 0 – 0                                                                   | Corea del Sud                                                           | Coppa dell'Asia orientale 2003                                          | -                                                                       | 46’                                                                     |
| 7-2-2004                                                                | Kashima                                                                 | Giappone                                                                | 4 – 0                                                                   | Malaysia                                                                | Amichevole                                                              | -                                                                       | 63’                                                                     |
| 30-5-2004                                                               | Manchester                                                              | Islanda                                                                 | 2 – 3                                                                   | Giappone                                                                | Amichevole                                                              | -                                                                       |                                                                         |
| 1-6-2004                                                                | Manchester                                                              | Inghilterra                                                             | 1 – 1                                                                   | Giappone                                                                | Amichevole                                                              | -                                                                       |                                                                         |
| 9-6-2004                                                                | Saitama                                                                 | Giappone                                                                | 7 – 0                                                                   | India                                                                   | Qual. Mondiali 2006                                                     | 2                                                                       |                                                                         |
| 9-7-2004                                                                | Hiroshima                                                               | Giappone                                                                | 3 – 1                                                                   | Slovacchia                                                              | Amichevole                                                              | -                                                                       |                                                                         |
| 13-7-2004                                                               | Yokohama                                                                | Giappone                                                                | 1 – 0                                                                   | Serbia e Montenegro                                                     | Amichevole                                                              | -                                                                       |                                                                         |
| 20-7-2004                                                               | Chongqing                                                               | Giappone                                                                | 1 – 0                                                                   | Oman                                                                    | Coppa d'Asia 2004 - 1º turno                                            | -                                                                       |                                                                         |
| 24-7-2004                                                               | Chongqing                                                               | Thailandia                                                              | 1 – 4                                                                   | Giappone                                                                | Coppa d'Asia 2004 - 1º turno                                            | 2                                                                       |                                                                         |
| 28-7-2004                                                               | Chongqing                                                               | Giappone                                                                | 0 – 0                                                                   | Iran                                                                    | Coppa d'Asia 2004 - 1º turno                                            | -                                                                       |                                                                         |
| 31-7-2004                                                               | Chongqing                                                               | Giappone                                                                | 1 – 1 dts (4 – 3 dtr)                                                   | Giordania                                                               | Coppa d'Asia 2004 - Quarti di finale                                    | -                                                                       |                                                                         |
| 3-8-2004                                                                | Jinan                                                                   | Bahrein                                                                 | 3 – 4 dts                                                               | Giappone                                                                | Coppa d'Asia 2004 - Semifinale                                          | 1                                                                       |                                                                         |
| 7-8-2004                                                                | Pechino                                                                 | Cina                                                                    | 1 – 3                                                                   | Giappone                                                                | Coppa d'Asia 2004 - Finale                                              | -                                                                       |                                                                         |
| 18-8-2004                                                               | Shizuoka                                                                | Giappone                                                                | 1 – 2                                                                   | Argentina                                                               | Amichevole                                                              | -                                                                       | 46’                                                                     |
| 8-9-2004                                                                | Kolkata                                                                 | India                                                                   | 0 – 4                                                                   | Giappone                                                                | Qual. Mondiali 2006                                                     | -                                                                       |                                                                         |
| 13-10-2004                                                              | Mascate                                                                 | Oman                                                                    | 0 – 1                                                                   | Giappone                                                                | Qual. Mondiali 2006                                                     | -                                                                       |                                                                         |
| 29-1-2005                                                               | Yokohama                                                                | Giappone                                                                | 4 – 0                                                                   | Kazakistan                                                              | Amichevole                                                              | -                                                                       | cap.                                                                    |
| 2-2-2005                                                                | Saitama                                                                 | Giappone                                                                | 3 – 0                                                                   | Siria                                                                   | Amichevole                                                              | -                                                                       |                                                                         |
| 9-2-2005                                                                | Saitama                                                                 | Giappone                                                                | 2 – 1                                                                   | Corea del Nord                                                          | Qual. Mondiali 2006                                                     | -                                                                       |                                                                         |
| 25-3-2005                                                               | Teheran                                                                 | Iran                                                                    | 2 – 1                                                                   | Giappone                                                                | Qual. Mondiali 2006                                                     | -                                                                       |                                                                         |
| 30-3-2005                                                               | Saitama                                                                 | Giappone                                                                | 1 – 0                                                                   | Bahrein                                                                 | Qual. Mondiali 2006                                                     | -                                                                       |                                                                         |
| 3-6-2005                                                                | Manama                                                                  | Bahrein                                                                 | 0 – 1                                                                   | Giappone                                                                | Qual. Mondiali 2006                                                     | -                                                                       |                                                                         |
| 8-6-2005                                                                | Bangkok                                                                 | Corea del Nord                                                          | 0 – 2                                                                   | Giappone                                                                | Qual. Mondiali 2006                                                     | -                                                                       |                                                                         |
| 31-7-2005                                                               | Daejeon                                                                 | Corea del Nord                                                          | 1 – 0                                                                   | Giappone                                                                | Coppa dell'Asia orientale 2005                                          | -                                                                       |                                                                         |
| 7-8-2005                                                                | Taegu                                                                   | Corea del Sud                                                           | 0 – 1                                                                   | Giappone                                                                | Coppa dell'Asia orientale 2005                                          | 1                                                                       | 60’                                                                     |
| 17-8-2005                                                               | Yokohama                                                                | Giappone                                                                | 2 – 1                                                                   | Iran                                                                    | Qual. Mondiali 2006                                                     | -                                                                       | 77’                                                                     |
| 7-9-2005                                                                | Rifu                                                                    | Giappone                                                                | 5 – 4                                                                   | Honduras                                                                | Amichevole                                                              | -                                                                       |                                                                         |
| 16-11-2005                                                              | Tokyo                                                                   | Giappone                                                                | 1 – 0                                                                   | Angola                                                                  | Amichevole                                                              | -                                                                       |                                                                         |
| 10-2-2006                                                               | San Francisco                                                           | Stati Uniti                                                             | 3 – 2                                                                   | Giappone                                                                | Amichevole                                                              | 1                                                                       | 32’                                                                     |
| 18-2-2006                                                               | Fukuroi                                                                 | Giappone                                                                | 2 – 0                                                                   | Finlandia                                                               | Amichevole                                                              | -                                                                       |                                                                         |
| 22-2-2006                                                               | Yokohama                                                                | Giappone                                                                | 6 – 0                                                                   | India                                                                   | Qual. Coppa d'Asia 2007                                                 | -                                                                       | 60’                                                                     |
| 28-2-2006                                                               | Dortmund                                                                | Giappone                                                                | 2 – 2                                                                   | Bosnia ed Erzegovina                                                    | Amichevole                                                              | -                                                                       |                                                                         |
| 30-3-2006                                                               | Ōita                                                                    | Giappone                                                                | 1 – 0                                                                   | Ecuador                                                                 | Amichevole                                                              | -                                                                       |                                                                         |
| 9-5-2006                                                                | Osaka                                                                   | Giappone                                                                | 1 – 2                                                                   | Bulgaria                                                                | Amichevole                                                              | -                                                                       |                                                                         |
| 13-5-2006                                                               | Saitama                                                                 | Giappone                                                                | 0 – 0                                                                   | Scozia                                                                  | Amichevole                                                              | -                                                                       | 50’                                                                     |
| 30-5-2006                                                               | Leverkusen                                                              | Germania                                                                | 2 – 2                                                                   | Giappone                                                                | Amichevole                                                              | -                                                                       |                                                                         |
| 4-6-2006                                                                | Mönchengladbach                                                         | Giappone                                                                | 1 – 0                                                                   | Malta                                                                   | Amichevole                                                              | -                                                                       |                                                                         |
| 12-6-2006                                                               | Kaiserslautern                                                          | Australia                                                               | 3 – 1                                                                   | Giappone                                                                | Mondiali 2006 - 1º turno                                                | -                                                                       |                                                                         |
| 18-6-2006                                                               | Norimberga                                                              | Giappone                                                                | 0 – 0                                                                   | Croazia                                                                 | Mondiali 2006 - 1º turno                                                | -                                                                       |                                                                         |
| 22-6-2006                                                               | Dortmund                                                                | Brasile                                                                 | 4 – 1                                                                   | Giappone                                                                | Mondiali 2006 - 1º turno                                                | -                                                                       | cap.                                                                    |
| 24-3-2007                                                               | Yokohama                                                                | Giappone                                                                | 2 – 0                                                                   | Perù                                                                    | Amichevole                                                              | -                                                                       |                                                                         |
| 1-6-2007                                                                | Shizuoka                                                                | Giappone                                                                | 2 – 0                                                                   | Montenegro                                                              | Amichevole                                                              | 1                                                                       |                                                                         |
| 5-6-2007                                                                | Saitama                                                                 | Giappone                                                                | 0 – 0                                                                   | Colombia                                                                | Amichevole                                                              | -                                                                       |                                                                         |
| 9-7-2007                                                                | Hanoi                                                                   | Giappone                                                                | 1 – 1                                                                   | Qatar                                                                   | Coppa d'Asia 2007 - 1º turno                                            | -                                                                       |                                                                         |
| 13-7-2007                                                               | Hanoi                                                                   | Emirati Arabi Uniti                                                     | 1 – 3                                                                   | Giappone                                                                | Coppa d'Asia 2007 - 1º turno                                            | -                                                                       |                                                                         |
| 16-7-2007                                                               | Hanoi                                                                   | Vietnam                                                                 | 1 – 4                                                                   | Giappone                                                                | Coppa d'Asia 2007 - 1º turno                                            | -                                                                       |                                                                         |
| 21-7-2007                                                               | Hanoi                                                                   | Giappone                                                                | 1 – 1 dts (4 – 3 dtr)                                                   | Australia                                                               | Coppa d'Asia 2007 - Quarti di finale                                    | -                                                                       |                                                                         |
| 25-7-2007                                                               | Hanoi                                                                   | Giappone                                                                | 2 – 3                                                                   | Arabia Saudita                                                          | Coppa d'Asia 2007 - Semifinale                                          | 1                                                                       |                                                                         |
| 28-7-2007                                                               | Palembang                                                               | Corea del Sud                                                           | 0 – 0 dts (6 – 5 dtr)                                                   | Giappone                                                                | Coppa d'Asia 2007 - Finale 3º posto                                     | -                                                                       |                                                                         |
| 22-8-2007                                                               | Ōita                                                                    | Giappone                                                                | 2 – 0                                                                   | Camerun                                                                 | Amichevole                                                              | -                                                                       |                                                                         |
| 7-9-2007                                                                | Klagenfurt                                                              | Austria                                                                 | 0 – 0 dts (4 – 3 dtr)                                                   | Giappone                                                                | Amichevole                                                              | -                                                                       |                                                                         |
| 11-9-2007                                                               | Klagenfurt                                                              | Giappone                                                                | 4 – 3                                                                   | Svizzera                                                                | Amichevole                                                              | -                                                                       |                                                                         |
| 17-10-2007                                                              | Osaka                                                                   | Giappone                                                                | 4 – 1                                                                   | Egitto                                                                  | AFC Challenge Cup 2007                                                  | -                                                                       | 58’                                                                     |
| 26-1-2008                                                               | Tokyo                                                                   | Giappone                                                                | 0 – 0                                                                   | Cile                                                                    | Amichevole                                                              | -                                                                       |                                                                         |
| 30-1-2008                                                               | Shizuoka                                                                | Giappone                                                                | 3 – 0                                                                   | Bosnia ed Erzegovina                                                    | Amichevole                                                              | 1                                                                       |                                                                         |
| 6-2-2008                                                                | Saitama                                                                 | Giappone                                                                | 4 – 1                                                                   | Thailandia                                                              | Qual. Mondiali 2010                                                     | 1                                                                       |                                                                         |
| 17-2-2008                                                               | Chongqing                                                               | Giappone                                                                | 1 – 1                                                                   | Corea del Nord                                                          | Coppa dell'Asia orientale 2008                                          | -                                                                       |                                                                         |
| 20-2-2008                                                               | Chongqing                                                               | Cina                                                                    | 0 – 1                                                                   | Giappone                                                                | Coppa dell'Asia orientale 2008                                          | -                                                                       |                                                                         |
| 23-2-2008                                                               | Chongqing                                                               | Giappone                                                                | 1 – 1                                                                   | Corea del Sud                                                           | Coppa dell'Asia orientale 2008                                          | -                                                                       |                                                                         |
| 26-3-2008                                                               | Manama                                                                  | Bahrein                                                                 | 1 – 0                                                                   | Giappone                                                                | Qual. Mondiali 2010                                                     | -                                                                       |                                                                         |
| 24-5-2008                                                               | Toyota                                                                  | Giappone                                                                | 1 – 0                                                                   | Costa d'Avorio                                                          | Amichevole                                                              | -                                                                       | cap.                                                                    |
| 2-6-2008                                                                | Yokohama                                                                | Giappone                                                                | 3 – 0                                                                   | Oman                                                                    | Qual. Mondiali 2010                                                     | 1                                                                       | cap.                                                                    |
| 7-6-2008                                                                | Mascate                                                                 | Oman                                                                    | 1 – 1                                                                   | Giappone                                                                | Qual. Mondiali 2010                                                     | -                                                                       | cap.                                                                    |
| 14-6-2008                                                               | Bangkok                                                                 | Thailandia                                                              | 0 – 3                                                                   | Giappone                                                                | Qual. Mondiali 2010                                                     | 1                                                                       | cap.                                                                    |
| 22-6-2008                                                               | Saitama                                                                 | Giappone                                                                | 1 – 0                                                                   | Bahrein                                                                 | Qual. Mondiali 2010                                                     | -                                                                       | cap.                                                                    |
| 20-8-2008                                                               | Sapporo                                                                 | Giappone                                                                | 1 – 3                                                                   | Uruguay                                                                 | Amichevole                                                              | -                                                                       | cap.                                                                    |
| 6-9-2008                                                                | Manama                                                                  | Bahrein                                                                 | 2 – 3                                                                   | Giappone                                                                | Qual. Mondiali 2010                                                     | -                                                                       | cap.                                                                    |
| 9-10-2008                                                               | Tokyo                                                                   | Giappone                                                                | 1 – 1                                                                   | Emirati Arabi Uniti                                                     | Amichevole                                                              | -                                                                       | cap.                                                                    |
| 15-10-2008                                                              | Saitama                                                                 | Giappone                                                                | 1 – 1                                                                   | Uzbekistan                                                              | Qual. Mondiali 2010                                                     | -                                                                       | cap.                                                                    |
| 28-1-2009                                                               | Manama                                                                  | Bahrein                                                                 | 1 – 0                                                                   | Giappone                                                                | Qual. Coppa d'Asia 2011                                                 | -                                                                       | cap.                                                                    |
| 4-2-2009                                                                | Tokyo                                                                   | Giappone                                                                | 5 – 1                                                                   | Finlandia                                                               | Amichevole                                                              | 1                                                                       | cap.                                                                    |
| 11-2-2009                                                               | Yokohama                                                                | Giappone                                                                | 0 – 0                                                                   | Australia                                                               | Qual. Mondiali 2010                                                     | -                                                                       | cap.                                                                    |
| 28-3-2009                                                               | Saitama                                                                 | Giappone                                                                | 1 – 0                                                                   | Bahrein                                                                 | Qual. Mondiali 2010                                                     | -                                                                       | cap.                                                                    |
| 27-5-2009                                                               | Osaka                                                                   | Giappone                                                                | 4 – 0                                                                   | Cile                                                                    | Amichevole                                                              | -                                                                       | cap.                                                                    |
| 31-5-2009                                                               | Tokyo                                                                   | Giappone                                                                | 4 – 0                                                                   | Belgio                                                                  | Amichevole                                                              | -                                                                       | cap.                                                                    |
| 6-6-2009                                                                | Tashkent                                                                | Uzbekistan                                                              | 0 – 1                                                                   | Giappone                                                                | Qual. Mondiali 2010                                                     | -                                                                       | cap.                                                                    |
| 10-6-2009                                                               | Yokohama                                                                | Giappone                                                                | 1 – 1                                                                   | Qatar                                                                   | Qual. Mondiali 2010                                                     | -                                                                       | cap. 11’                                                                |
| 5-9-2009                                                                | Enschede                                                                | Paesi Bassi                                                             | 3 – 0                                                                   | Giappone                                                                | Amichevole                                                              | -                                                                       | cap.                                                                    |
| 9-9-2009                                                                | Utrecht                                                                 | Giappone                                                                | 4 – 3                                                                   | Ghana                                                                   | Amichevole                                                              | -                                                                       | cap.                                                                    |
| 8-10-2009                                                               | Shizuoka                                                                | Giappone                                                                | 6 – 0                                                                   | Hong Kong                                                               | Qual. Coppa d'Asia 2011                                                 | 1                                                                       | cap.                                                                    |
| 14-10-2009                                                              | Rifu                                                                    | Giappone                                                                | 5 – 0                                                                   | Togo                                                                    | Amichevole                                                              | -                                                                       | cap.                                                                    |
| 14-11-2009                                                              | Port Elizabeth                                                          | Sudafrica                                                               | 0 – 0                                                                   | Giappone                                                                | Amichevole                                                              | -                                                                       | cap.                                                                    |
| 18-11-2009                                                              | Hong Kong                                                               | Hong Kong                                                               | 0 – 4                                                                   | Giappone                                                                | Qual. Coppa d'Asia 2011                                                 | -                                                                       | cap.                                                                    |
| 2-2-2010                                                                | Oita                                                                    | Giappone                                                                | 0 – 0                                                                   | Venezuela                                                               | Amichevole                                                              | -                                                                       | cap.                                                                    |
| 6-2-2010                                                                | Tokyo                                                                   | Giappone                                                                | 0 – 0                                                                   | Cina                                                                    | Coppa dell'Asia orientale 2010                                          | -                                                                       | cap.                                                                    |
| 11-2-2010                                                               | Tokyo                                                                   | Giappone                                                                | 3 – 0                                                                   | Hong Kong                                                               | Coppa dell'Asia orientale 2010                                          | -                                                                       | cap.                                                                    |
| 14-2-2010                                                               | Tokyo                                                                   | Giappone                                                                | 1 – 3                                                                   | Corea del Sud                                                           | Coppa dell'Asia orientale 2010                                          | -                                                                       | cap.                                                                    |
| 3-3-2010                                                                | Toyota                                                                  | Giappone                                                                | 2 – 0                                                                   | Bahrein                                                                 | Qual. Coppa d'Asia 2011                                                 | -                                                                       | cap.                                                                    |
| 7-4-2010                                                                | Osaka                                                                   | Giappone                                                                | 0 – 3                                                                   | Serbia                                                                  | Amichevole                                                              | -                                                                       | cap.                                                                    |
| 24-5-2010                                                               | Saitama                                                                 | Giappone                                                                | 0 – 2                                                                   | Corea del Sud                                                           | Amichevole                                                              | -                                                                       | cap.                                                                    |
| 30-5-2010                                                               | Graz                                                                    | Giappone                                                                | 1 – 2                                                                   | Inghilterra                                                             | Amichevole                                                              | -                                                                       |                                                                         |
| 4-6-2010                                                                | Sion                                                                    | Giappone                                                                | 0 – 2                                                                   | Costa d'Avorio                                                          | Amichevole                                                              | -                                                                       |                                                                         |
| 14-6-2010                                                               | Bloemfontein                                                            | Giappone                                                                | 1 – 0                                                                   | Camerun                                                                 | Mondiali 2010 - 1º turno                                                | -                                                                       |                                                                         |
| 19-6-2010                                                               | Durban                                                                  | Paesi Bassi                                                             | 1 – 0                                                                   | Giappone                                                                | Mondiali 2010 - 1º turno                                                | -                                                                       |                                                                         |
| 24-6-2010                                                               | Rustenburg                                                              | Danimarca                                                               | 1 – 3                                                                   | Giappone                                                                | Mondiali 2010 - 1º turno                                                | -                                                                       |                                                                         |
| 29-6-2010                                                               | Pretoria                                                                | Paraguay                                                                | 0 – 0 dts (5 – 3 dtr)                                                   | Giappone                                                                | Mondiali 2010 - Ottavi di finale                                        | -                                                                       |                                                                         |
| 4-9-2010                                                                | Yokohama                                                                | Giappone                                                                | 1 – 0                                                                   | Paraguay                                                                | Amichevole                                                              | -                                                                       | cap.                                                                    |
| Totale                                                                  |                                                                         | Presenze (8º posto)                                                     | 110                                                                     |                                                                         | Reti (15º posto)                                                        | 17                                                                      |                                                                         |

| Cronologia completa delle presenze e delle reti in nazionale ― Giappone Olimpica | Cronologia completa delle presenze e delle reti in nazionale ― Giappone Olimpica | Cronologia completa delle presenze e delle reti in nazionale ― Giappone Olimpica | Cronologia completa delle presenze e delle reti in nazionale ― Giappone Olimpica | Cronologia completa delle presenze e delle reti in nazionale ― Giappone Olimpica | Cronologia completa delle presenze e delle reti in nazionale ― Giappone Olimpica | Cronologia completa delle presenze e delle reti in nazionale ― Giappone Olimpica | Cronologia completa delle presenze e delle reti in nazionale ― Giappone Olimpica |
| Data                                                                             | Città                                                                            | In casa                                                                          | Risultato                                                                        | Ospiti                                                                           | Competizione                                                                     | Reti                                                                             | Note                                                                             |
| -------------------------------------------------------------------------------- | -------------------------------------------------------------------------------- | -------------------------------------------------------------------------------- | -------------------------------------------------------------------------------- | -------------------------------------------------------------------------------- | -------------------------------------------------------------------------------- | -------------------------------------------------------------------------------- | -------------------------------------------------------------------------------- |
| 14-9-2000                                                                        | Canberra                                                                         | Sudafrica                                                                        | 1 – 2                                                                            | Giappone                                                                         | Olimpiadi 2000 - 1º turno                                                        | -                                                                                |                                                                                  |
| 17-9-2000                                                                        | Canberra                                                                         | Slovacchia                                                                       | 1 – 2                                                                            | Giappone                                                                         | Olimpiadi 2000 - 1º turno                                                        | -                                                                                |                                                                                  |
| 20-9-2000                                                                        | Brisbane                                                                         | Brasile                                                                          | 1 – 0                                                                            | Giappone                                                                         | Olimpiadi 2000 - 1º turno                                                        | -                                                                                |                                                                                  |
| 23-9-2000                                                                        | Adelaide                                                                         | Stati Uniti                                                                      | 2 – 2 dts (5 – 4 dtr)                                                            | Giappone                                                                         | Olimpiadi 2000 - Quarti di finale                                                | -                                                                                |                                                                                  |
| Totale                                                                           |                                                                                  | Presenze                                                                         | 4                                                                                |                                                                                  | Reti                                                                             | 0                                                                                |                                                                                  |

## Palmarès

### Club

#### Competizioni nazionali
- Campionato giapponese: 2

Yokohama F·Marinos: 2003, 2004
- Coppa dell'Imperatore: 1

Yokohama F·Marinos: 2013

### Nazionale
- Coppa d'Asia: 2

2000, 2004

### Individuale
- Squadra del campionato giapponese: 5

1999, 2003, 2004, 2005, 2008
- Miglior giovane della J.League: 1

1999
- Miglior giocatore del campionato giapponese: 1

2004
- Premio Fair-Play del campionato giapponese: 2

2015, 2017